# Jacopo Nizzola
Giacomo Nizzola, detto Jacopo Nizzola o Jacopo da Trezzo (Trezzo sull'Adda, 1515 circa – Madrid, 23 settembre 1589), è stato un medaglista, incisore e scultore italiano.

## Biografia

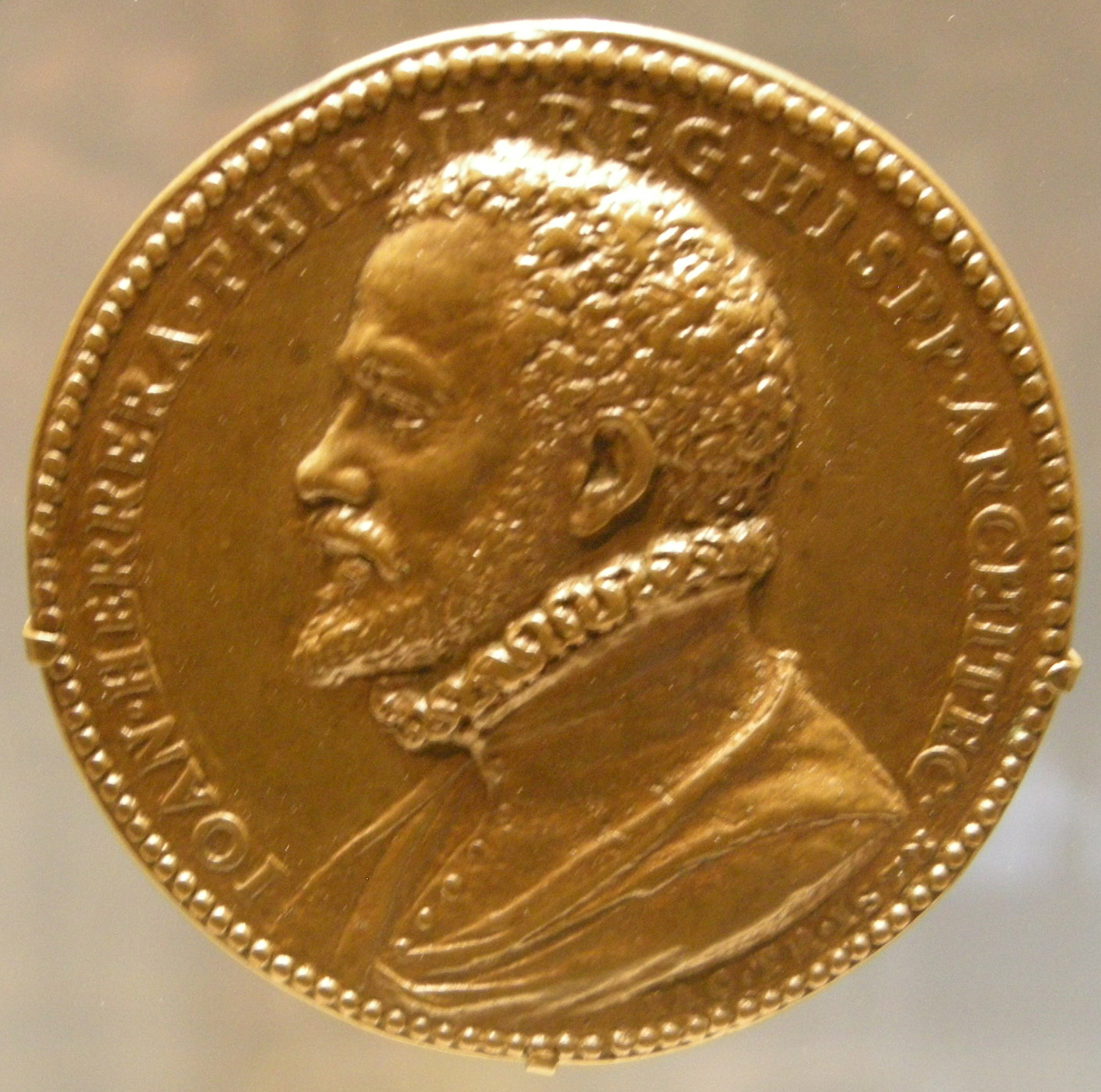
Medaglia di Juan de Herrera, 1578

Nacque a Trezzo sull'Adda, ma già nei primi anni '30 si spostò a Milano, dove iniziò ad esercitare la professione; negli anni '50 partì per Madrid.
Giacomo Nizzola è più famoso all'estero con lo pseudonimo Jacometrezo o con il nome Jacome da Trezo: entrambi i nomi venivano utilizzati per firmare le sue opere. È noto più spesso col nome di Jacopo da Trezzo per via di un errore di Giorgio Vasari.
Noti sono i suoi lavori presso la corte di Filippo II, re di Spagna, e Maria I d'Inghilterra.
La centralissima via di Madrid "calle de Jacometrezo" è a lui dedicata.

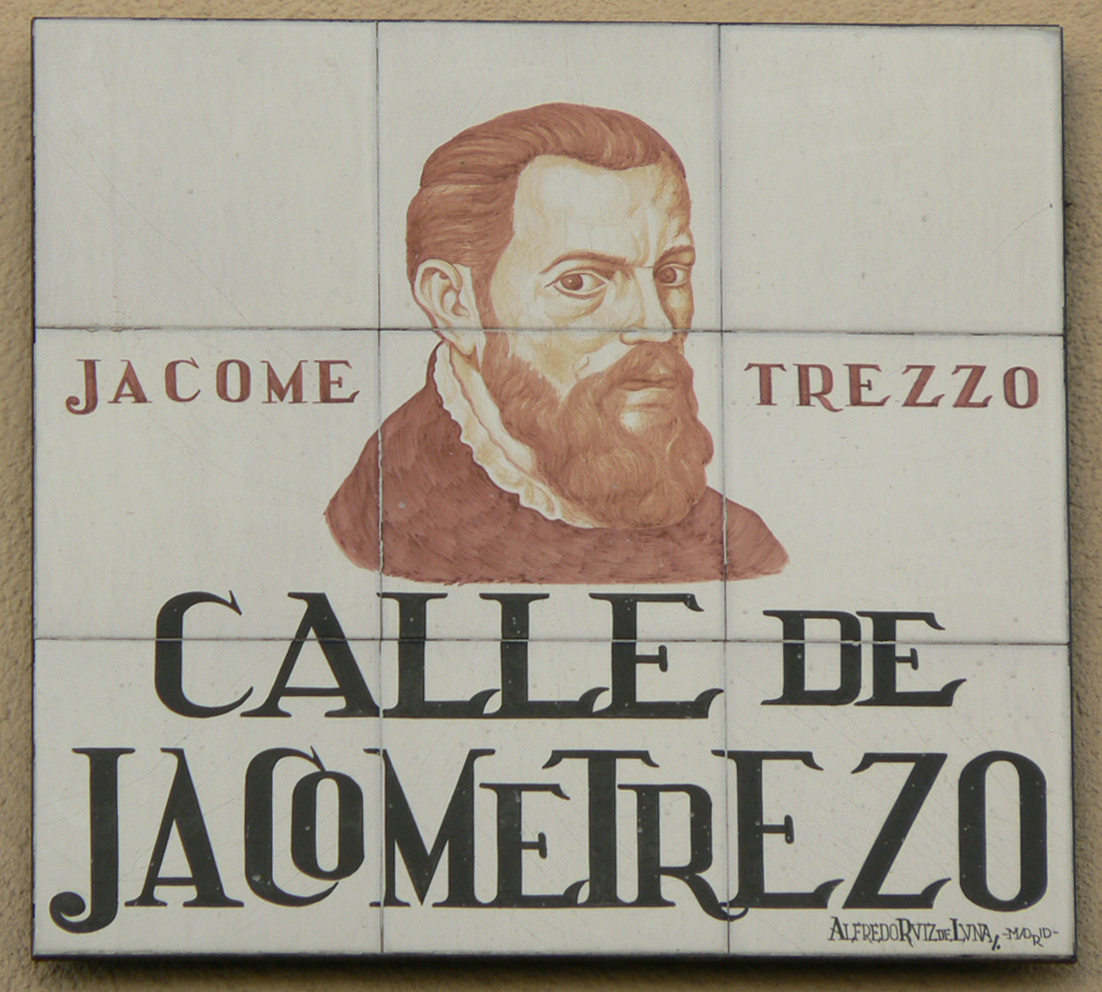
Calle de Jacometrezo, Madrid

## Opere esposte
- The Fountain of the Sciences, 1550 circa, bronzo, collezione Widener, National Gallery of Art, Washington DC.
- Ritratto di Gianello Torriani da Cremona, retro: Fontana della Scienze, 1548 circa, bronzo, non firmata e non datata. L'opera è attribuita sia a Giacomo Nizzola sia a Leone Leoni, lo stile indicherebbe che sia opera di Nizzola per le notevoli somiglianze con la medaglia di Maria I d'Inghilterra, National Gallery of Australia, Canberra.
- Ritratto di Maria I d'Inghilterra, prodotta durante gli anni del regno di quest'ultima, da datare quindi tra il 1553 e il 1558; Louvre, Parigi.